# (400327) 2007 TM443
(400327) 2007 TM443 es un asteroide perteneciente al cinturón de asteroides, descubierto el 7 de octubre de 2007 por el equipo del Catalina Sky Survey desde el Catalina Sky Survey, Arizona, Estados Unidos.

## Designación y nombre
Designado provisionalmente como 2007 TM443.

## Características orbitales
2007 TM443 está situado a una distancia media del Sol de 2,383 ua, pudiendo alejarse hasta 2,990 ua y acercarse hasta 1,777 ua. Su excentricidad es 0,254 y la inclinación orbital 12,17 grados. Emplea 1344,25 días en completar una órbita alrededor del Sol.

## Características físicas
La magnitud absoluta de 2007 TM443 es 17,6.